# Ministre de Defensa d'Irlanda

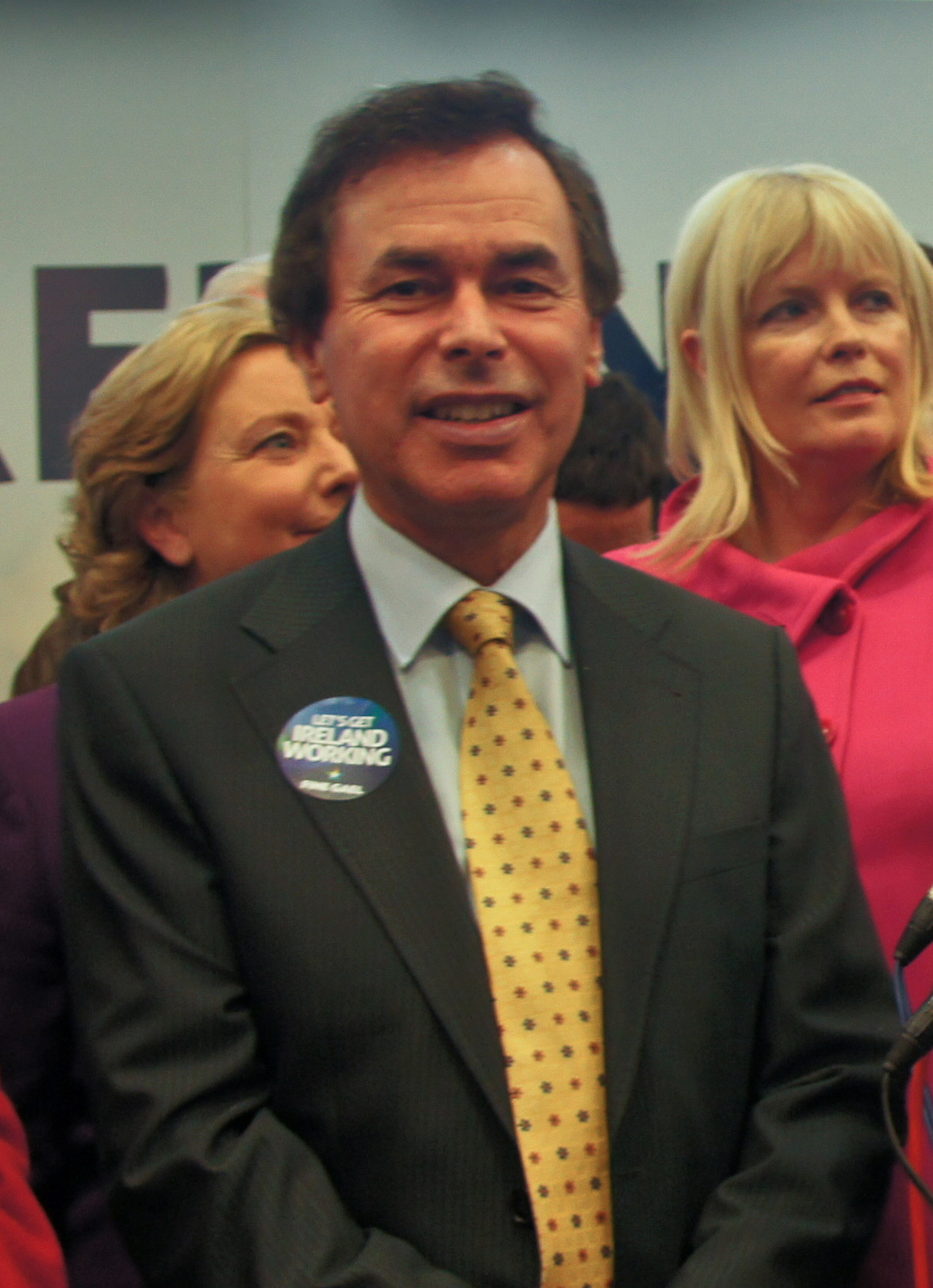
Alan Shatter

El Ministre de Defensa (gaèlic irlandès An tAire Cosanta) és el Ministre principal del Departament de Defensa del Govern d'Irlanda. Sota els nous ajustaments aquest departament s'està fusionant amb el Departament de Justícia que també presideix Alan Shatter.
L'actual ministre de defensa és Alan Shatter, TD. És assistit per:
- Paul Kehoe, TD – Ministre d'Estat del Departament de Defensa

## Ministres de defensa des de 1919
| Núm. | Nom                          | Nomenament             | Destitució             | Partit | Partit               |
| ---- | ---------------------------- | ---------------------- | ---------------------- | ------ | -------------------- |
| 1.   | Richard Mulcahy (1r cop)     | 22 de gener de 1919    | 1 d'abril de 1919      |        | Sinn Féin            |
| 2.   | Cathal Brugha                | 1 d'abril de 1919      | 9 de gener de 1922     |        | Sinn Féin            |
|      | Richard Mulcahy (2n cop)     | 10 de gener de 1922    | 19 de març de 1924     |        | Pro-Treaty Sinn Féin |
| 3.   | William T. Cosgrave (interí) | 20 de març de 1924     | 21 de novembre de 1924 |        | Pro-Treaty Sinn Féin |
| 4.   | Peter Hughes                 | 21 de novembre de 1924 | 23 de juny de 1927     |        | Cumann na nGaedheal  |
| 5.   | Desmond FitzGerald           | 23 de juny de 1927     | 9 de març de 1932      |        | Cumann na nGaedheal  |
| 6.   | Frank Aiken                  | 9 de març de 1932      | 8 de setembre de 1939  |        | Fianna Fáil          |
| 7.   | Oscar Traynor (1r cop)       | 8 de setembre de 1939  | 18 de febrer de 1948   |        | Fianna Fáil          |
| 8.   | Thomas F. O'Higgins          | 18 de febrer de 1948   | 7 de març de 1951      |        | Fine Gael            |
| 9.   | Seán Mac Eoin (1r cop)       | 7 de març de 1951      | 13 de juny de 1951     |        | Fine Gael            |
|      | Oscar Traynor (2n cop)       | 13 de juny de 1951     | 2 de juny de 1954      |        | Fianna Fáil          |
|      | Seán Mac Eoin (2n cop)       | 2 de juny de 1954      | 20 de març de 1957     |        | Fine Gael            |
| 10.  | Kevin Boland                 | 20 de març de 1957     | 11 d'octubre de 1961   |        | Fianna Fáil          |
| 11.  | Gerald Bartley               | 11 d'octubre de 1961   | 21 d'abril de 1965     |        | Fianna Fáil          |
| 12.  | Michael Hilliard             | 21 d'abril de 1965     | 2 de juliol de 1969    |        | Fianna Fáil          |
| 13.  | Jim Gibbons                  | 2 de juliol de 1969    | 9 de maig de 1970      |        | Fianna Fáil          |
| 14.  | Jerry Cronin                 | 9 de maig de 1970      | 14 de març de 1973     |        | Fianna Fáil          |
| 15.  | Paddy Donegan                | 14 de març de 1973     | 2 de desembre de 1976  |        | Fine Gael            |
| 16.  | Liam Cosgrave (interí)       | 2 de desembre de 1976  | 16 de desembre de 1976 |        | Fine Gael            |
| 17.  | Oliver J. Flanagan           | 16 de desembre de 1976 | 5 de juliol de 1977    |        | Fine Gael            |
| 18.  | Bobby Molloy                 | 5 de juliol de 1977    | 11 de desembre de 1979 |        | Fianna Fáil          |
| 19.  | Pádraig Faulkner             | 12 de desembre de 1979 | 15 d'octubre de 1980   |        | Fianna Fáil          |
| 20.  | Sylvester Barrett            | 15 d'octubre de 1979   | 30 de juny de 1981     |        | Fianna Fáil          |
| 21.  | James Tully                  | 30 de juny de 1981     | 9 de març de 1982      |        | Labour Party         |
| 22.  | Paddy Power                  | 9 de març de 1982      | 14 de desembre de 1982 |        | Fianna Fáil          |
| 23.  | Patrick Cooney               | 14 de desembre de 1982 | 14 de febrer de 1986   |        | Fine Gael            |
| 24.  | Paddy O'Toole                | 14 de febrer de 1982   | 10 de març de 1987     |        | Fine Gael            |
| 25.  | Michael J. Noonan            | 10 de març de 1987     | 12 de juliol de 1989   |        | Fianna Fáil          |
| 26.  | Brian Lenihan                | 12 de juliol de 1989   | 31 d'octubre de 1990   |        | Fianna Fáil          |
| 27.  | Charles Haughey (interí)     | 1 de novembre de 1990  | 5 de febrer de 1991    |        | Fianna Fáil          |
| 28.  | Brendan Daly                 | 5 de febrer de 1991    | 14 de novembre de 1991 |        | Fianna Fáil          |
| 29.  | Vincent Brady                | 14 de novembre de 1991 | 11 de febrer de 1992   |        | Fianna Fáil          |
| 30.  | John Wilson                  | 11 de febrer de 1992   | 12 de gener de 1993    |        | Fianna Fáil          |
| 31.  | David Andrews (1r cop)       | 12 de gener de 1993    | 15 de desembre de 1994 |        | Fianna Fáil          |
| 32.  | Hugh Coveney                 | 15 de desembre de 1994 | 23 de maig de 1995     |        | Fine Gael            |
| 33.  | Seán Barrett                 | 23 de maig de 1995     | 26 de juny de 1997     |        | Fine Gael            |
|      | David Andrews (2n cop)       | 26 de juny de 1997     | 8 d'octubre de 1997    |        | Fianna Fáil          |
| 34.  | Michael Smith                | 8 d'octubre de 1997    | 29 de setembre de 2004 |        | Fianna Fáil          |
| 35.  | Willie O'Dea                 | 29 de setembre de 2004 | 18 de febrer de 2010   |        | Fianna Fáil          |
| 36.  | Brian Cowen (interí)         | 18 de febrer de 2010   | 23 de març de 2010     |        | Fianna Fáil          |
| 37.  | Tony Killeen                 | 23 de març de 2010     | 19 de gener de 2011    |        | Fianna Fáil          |
| 38.  | Éamon Ó Cuív                 | 20 de gener de 2011    | 9 de març de 2011      |        | Fianna Fáil          |
| 39.  | Alan Shatter                 | 9 de març de 2011      | en el càrrec           |        | Fine Gael            |